# Trương Vĩnh Thủy
Trương Vĩnh Thủy là thẩm phán người Việt Nam. Ông nguyên là Chánh tòa Tòa dân sự Tòa án nhân dân cấp cao tại Thành phố Hồ Chí Minh, nguyên Thẩm phán Tòa án nhân dân tối cao (Việt Nam).

## Tiểu sử
Năm 2010, Trương Vĩnh Thủy là Thẩm phán Tòa án nhân dân tối cao (Việt Nam). Ngày 11 tháng 5 năm 2010, Trương Vĩnh Thủy là thẩm phán phiên tòa phúc thẩm Tòa án nhân dân tối cao tại Thành phố Hồ Chí Minh xét xử luật sư Lê Công Định và Trần Huỳnh Duy Thức, là những người bất đồng chính kiến với chính quyền Việt Nam, y án sơ thẩm đối với Lê Công Định (5 năm tù và 3 năm quản chế) và Trần Huỳnh Duy Thức (16 năm tù và 5 năm quản chế tại gia).
Từ tháng 6 năm 2014 đến tháng 2 năm 2014, Trương Vĩnh Thủy là Phó Vụ trưởng Vụ Tổ chức Cán bộ phụ trách phía Nam của Tòa án nhân dân tối cao Việt Nam.
Ngày 7 tháng 9 năm 2015, Trương Vĩnh Thủy được Chánh án Tòa án nhân dân cấp cao tại Thành phố Hồ Chí Minh bổ nhiệm giữ chức vụ Chánh tòa Tòa Dân sự Tòa án nhân dân cấp cao tại Thành phố Hồ Chí Minh, Phó Chánh tòa Tòa dân sự là ông Phan Thanh Tùng.
Ông đã nghỉ hưu (trước tháng 5 năm 2017).